# Bolesław Kukiel
Bolesław Kukiel (ur. 1829, zm. 6 czerwca 1869) – Polak, generał major Armii Imperium Rosyjskiego.

## Życiorys
Syn Kazimierza. Pochodził z polskiej szlachty z okolic Bobrujska i był wyznania rzymskokatolickiego. W 1850 roku ukończył Wojskową Akademię Inżynieryjną. W 1859 roku szef sztabu Syberii Wschodniej. W 1862 roku został generał-majorem. W 1863 roku został wojskowym gubernatorem Zabajkala i atamanem kozaków zabajkalskich. W 1865 roku został szefem sztabu Wschodniosyberyjskiego Okręgu Wojskowego. Przewodniczący Oddziału Syberyjskiego Rosyjskiego Towarzystwa Geograficznego w Irkucku. W czerwcu 1866 roku stłumił wzniecone przez polskich katorżników Powstanie zabajkalskie za co otrzymał order św. Stanisława I stopnia. 7 sierpnia 1868 został mianowany prezesem Oddziału Syberyjskiego Wschodniego Rosyjskiego Towarzystwa Technicznego. Pomagał zesłańcom polskim, m.in. Aleksandrowi Czekanowskiemu. W 1868 roku został odznaczony Orderem św. Anny 1 stopnia. Zmarł podczas leczenia w Karlsbadzie (Karlowych Warach).